# Hội nghị Đại dương Liên Hợp Quốc
Hội nghị Đại dương Liên Hợp Quốc năm 2017 là một hội nghị của Liên Hợp Quốc đã diễn ra từ ngày 5-9 tháng 6 năm 2017 nhằm huy động các hành động bảo tồn và sử dụng bền vững các đại dương, biển và các nguồn tài nguyên biển.
Các vùng biển của Trái Đất được cho là đang bị đe doạ hơn bao giờ hết, với nạn ô nhiễm, đánh bắt quá mức, và những ảnh hưởng của biến đổi khí hậu đang làm hại nghiêm trọng sức khoẻ của đại dương của chúng ta. Ví dụ như đại dương đang ấm lên và trở nên có tính axit hơn, đa dạng sinh học đang giảm đi và thay đổi dòng chảy sẽ gây ra những cơn bão và hạn hán thường xuyên hơn. Mỗi năm khoảng 8 triệu tấn chất thải nhựa đổ vào đại dương và biến nó thành dòng hải lưu xoay vòng. Điều này gây ra ô nhiễm các trầm tích ở đáy biển và làm cho chất thải nhựa được nhúng trong chuỗi thức ăn thủy sinh. Nó có thể dẫn đến các đại dương có chứa nhiều chất dẻo hơn cá vào năm 2050 nếu không có gì được thực hiện. Môi trường sống chủ yếu như rạn san hô có nguy cơ và ô nhiễm tiếng ồn là mối đe dọa đối với cá voi, cá heo và các loài khác. Hơn nữa, gần 90% số lượng cá bị đánh bắt quá mức hoặc khai thác triệt để với chi phí hơn 80 tỷ đô la một năm trong doanh thu bị mất.
Tổng thư ký Liên Hợp Quốc António Guterres tuyên bố hành động toàn cầu có tính quyết định và phối hợp có thể giải quyết được những vấn đề do nhân loại tạo ra. Peter Thomson, Chủ tịch Đại hội đồng Liên Hợp Quốc nhấn mạnh tầm quan trọng của hội nghị, nói rằng "nếu chúng ta muốn một tương lai an toàn cho các loài của chúng ta trên hành tinh này, chúng ta phải hành động ngay bây giờ về sức khoẻ của đại dương và về sự thay đổi khí hậu".

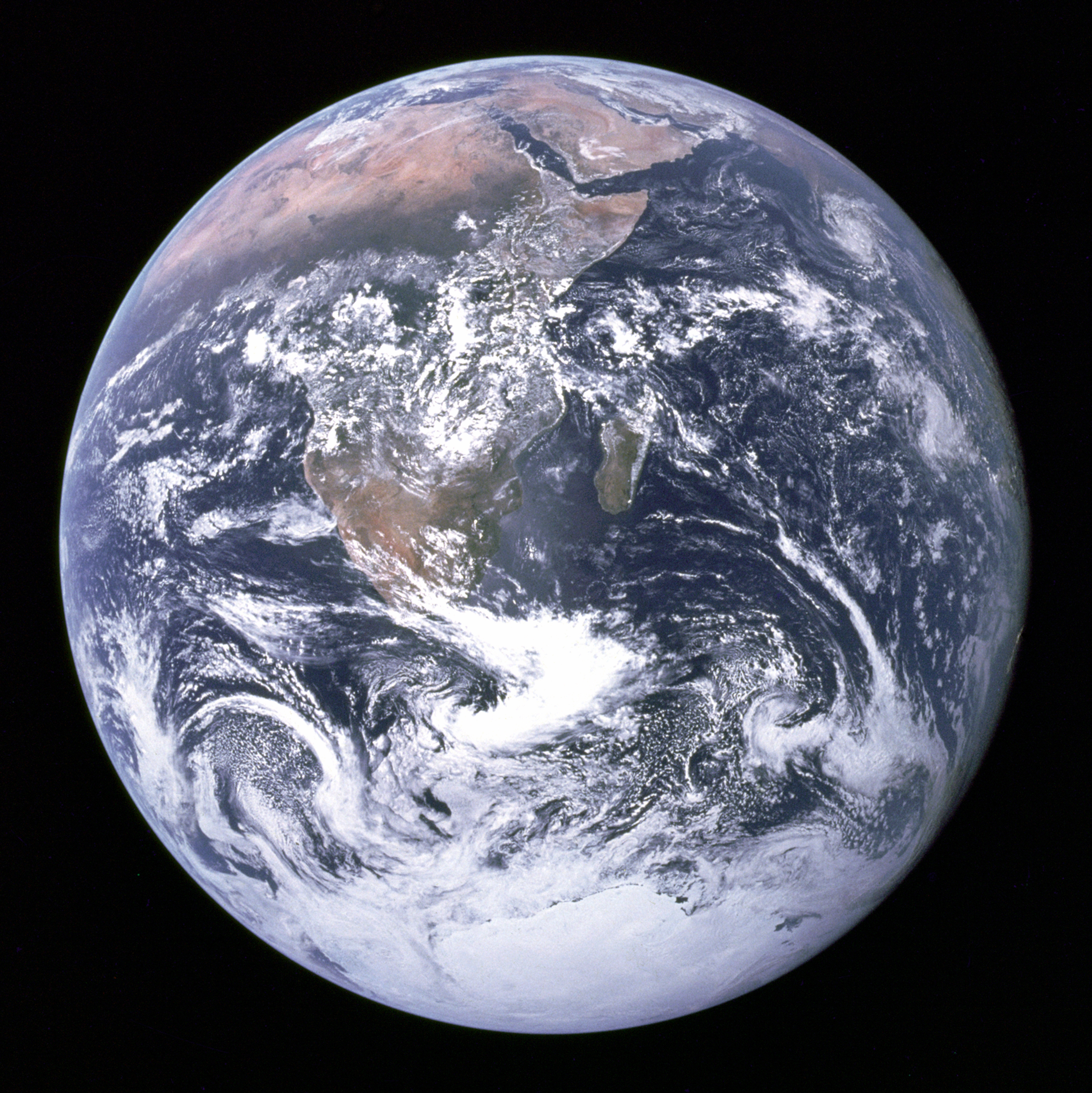
Trái đất thường được gọi là "hành tinh xanh" khi các đại dương bao phủ trên 70 phần trăm của hành tinh, tạo ra một sự xuất hiện màu xanh rõ rệt khi nhìn thấy từ không gian (ở đây chụp bởi Apollo 17 trong năm 1972)

Hội nghị đã tìm cách tìm ra cách thức và thúc đẩy việc thực hiện Mục tiêu phát triển Bền vững 14. Chủ đề của nó là "Đại dương của chúng ta, tương lai của chúng ta: hợp tác để thực hiện mục tiêu 14" "Phát triển Bền vững". Nó cũng yêu cầu các chính phủ, các tổ chức LHQ và các nhóm xã hội dân sự thực hiện các cam kết tự nguyện để hành động cải thiện sức khoẻ của các đại dương với hơn 1.000 cam kết - như quản lý các khu bảo tồn - đang được thực hiện.

## Các quốc gia tham dự
Các thành viên tham dự bao gồm các vị đứng đầu Nhà nước và Chính phủ, các đại diện của các tổ chức xã hội dân sự, các doanh nhân, các diễn viên, các nhà khoa học và các học giả và những người ủng hộ cuộc sống đại dương và biển từ khoảng 200 quốc gia. Khoảng 6.000 nhà lãnh đạo tập trung cho hội nghị trong suốt tuần lễ.
Chính phủ Fiji và Thụy Điển đã chịu trách nhiệm đồng tổ chức của Hội nghị.
7 nội dung hợp tác với chủ đề nhà nước phát triển phong phú đã được đồng chủ tọa bởi Úc-Kenya, Băng-la-Pê-ru, Canada-Senegal, Estonia-Grenada, Ý-Palau, Monaco-Mozambique và Na Uy-Indonesia.
Các bộ trưởng từ các đảo quốc nhỏ như Palau, Fiji và Tuvalu yêu cầu sự giúp đỡ vì đối với họ, vấn đề này hiện hữu không chỉ về lâu dài.

## Kết quả
Đã có hơn 1.300 cam kết tự nguyện mà Phó Tổng thư ký Liên Hợp Quốc về Kinh tế và Xã hội Wu Hongbo gọi là "thực sự ấn tượng" và tuyên bố rằng họ hiện nay bao gồm "một đăng ký giải pháp đại dương" thông qua nền tảng công cộng trực tuyến 44% cam kết đến từ các chính phủ, 19% từ các tổ chức phi chính phủ, 9% từ các tổ chức LHQ và 6% từ khu vực tư nhân.
Các đại biểu đến từ Trung Quốc, Thái Lan, Indonesia và Philipin cam kết làm việc để giữ chất dẻo không ra biển. Maldives đã thông báo một giai đoạn từ bỏ sản phẩm chất dẻo sinh học không có thể phân hủy và Áo cam kết giảm số lượng túi nhựa được sử dụng mỗi người xuống 25 một năm vào năm 2019.
Một số quốc gia công bố kế hoạch cho các khu bảo tồn biển mới. Trung Quốc có kế hoạch thiết lập 10 đến 20 "khu trình diễn" vào năm 2020 và đưa ra một quy định yêu cầu 35% đường bờ biển của quốc gia phải tự nhiên vào năm 2020. [45] Gabon thông báo rằng nó sẽ tạo ra một trong những khu bảo tồn biển lớn nhất châu Phi với khoảng 53.000 km2 đại dương khi kết hợp với các khu vực hiện có của nó. New Zealand khẳng định cam kết của chính phủ trong việc thành lập khu bảo tồn đại dương Kermadec / Rangitahua, với diện tích 620.000 km2 sẽ là một trong những khu vực được bảo vệ đầy đủ nhất trên thế giới. Pakistan cũng tuyên bố khu bảo tồn biển đầu tiên.
Hiệp hội bảo tồn Động vật hoang dã quốc tế có trụ sở tại Hoa Kỳ đã thành lập quỹ MPA vào năm 2016 cũng như quỹ mặt trăng xanh cho một cam kết trị giá 15 triệu đô la nhằm tạo ra 3,7 triệu cây số vuông diện tích các khu bảo tồn biển mới với Quỹ The Tiffany & Co. Một khoản viện trợ $ 1 triệu cho quỹ này trong tuần lễ hội nghị.Bộ trưởng Môi trường, Bảo tồn thiên nhiên và An toàn Hạt nhân Barbara Hendricks Đức cũng cam kết sẽ dành 670 triệu euro cho các dự án bảo tồn biển và thực hiện 11 cam kết tự nguyện.
Phó Tổng cục trưởng Tổng cục hải dương nhà nước Lin Shanqing của Trung Quốc - quốc gia sản xuất và xuất khẩu cá chính của thế giới [16] - tuyên bố rằng đất nước sẽ "sẵn sàng, dựa vào kinh nghiệm phát triển của mình, để làm việc tích cực để thành lập trong khu vực Của đại dương của một quan hệ đối tác xanh mở, bao gồm, cụ thể, thực dụng, cùng có lợi và giành chiến thắng với các nước và các tổ chức quốc tế khác ".
Hội nghị đã kết thúc bằng việc thông qua sự nhất trí của một Lời kêu gọi Hành động 14 điểm của 193 nước thành viên của LHQ, trong đó khẳng định cam kết của họ để bảo tồn và sử dụng bền vững đại dương, biển và tài nguyên biển để thúc đẩy sự phát triển bền vững. Với lời kêu gọi này, Hội nghị Đại dương cũng tìm cách nâng cao nhận thức toàn cầu về các vấn đề đại dương.

### Khu vực tư nhân
Vào ngày 9 tháng 6, một sự kiện chính thức của Hội nghị Đại dương Liên Hợp Quốc nhằm giải quyết các vấn đề bằng cách nâng cao hiệu quả sử dụng năng lượng, quản lý chất thải và giới thiệu các công cụ dựa trên thị trường để chuyển đổi đầu tư, trợ cấp và sản xuất.
9 trong số các công ty đánh bắt cá lớn nhất thế giới từ châu Á, châu Âu và Mỹ đã đăng ký sáng kiến SeaBOS với sự hỗ trợ của Trung tâm Phục hồi Trung tâm Stockholm nhằm chấm dứt các hoạt động không bền vững.

### Các dự án nghiên cứu và công nghệ
Tại hội nghị, Inđônêxia đã công bố Hệ thống Theo dõi Tàu (VMS) công khai tiết lộ vị trí và hoạt động của các tàu đánh cá thương mại trên nền tảng lập bản đồ công cộng Global Fishing Watch  Brian Sullivan tuyên bố rằng nền tảng này có thể dễ dàng kết hợp các nguồn dữ liệu bổ sung có thể cho phép "mov ing từ dữ liệu thô để tạo ra các hình ảnh động và báo cáo năng động nhằm thúc đẩy các chính sách phát hiện và hỗ trợ khoa học để quản lý nghề cá tốt hơn"
Irina Bokova của UNESCO ghi nhận rằng "chúng ta không thể kiểm soát được những gì chúng ta không thể lường được, và không một quốc gia nào có thể đo lường được vô số sự thay đổi diễn ra ở đại dương" và yêu cầu nghiên cứu hàng hải nhiều hơn và chia sẻ kiến thức để tạo ra các khoa học dựa trên khoa học thông thường Chính sách. 
Peru đã đồng chủ trì "Đối thoại Đối tác 6 - Tăng cường tri thức khoa học và phát triển năng lực nghiên cứu và chuyển giao công nghệ hàng hải" với Iceland.
Vào ngày 7 tháng 6, các nhà nghiên cứu tại tổ chức The Ocean Cleanup của Hà Lan công bố một nghiên cứu theo những con sông nào, như sông Dương Tử, mang theo khoảng 1,15-2,41 triệu tấn nhựa vào biển mỗi năm.

## Những trở ngại trong việc thực hiện
Khu Phức hợp Xa Nhiệt Đông Bắc Thái Bình Dương - vị trí của Đại Thái Bình Dương Garbage Patch

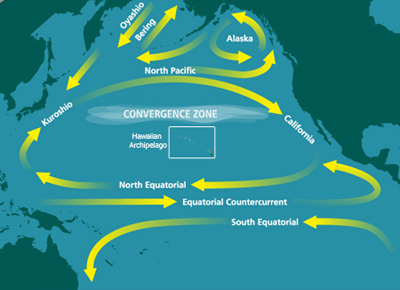
Khu vực hội tụ Cận nhiệt đới Bắc Thái Bình Dương − vị trí của Đảo rác Thái Bình Dương

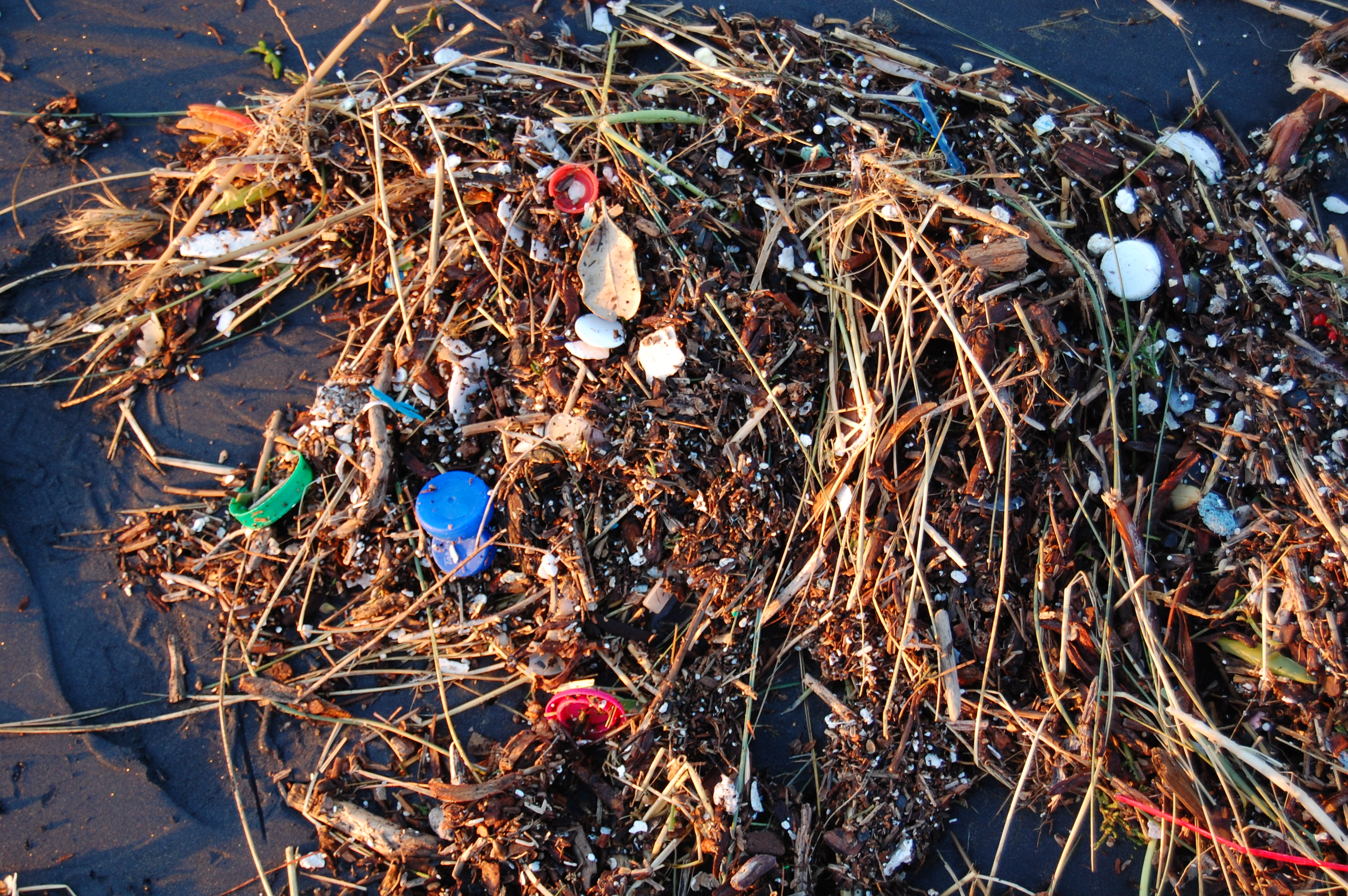
Một ví dụ về ô nhiễm biển mà hội nghị đã cố gắng ngăn chặn

Tổng thư ký Liên hợp quốc António Guterres cảnh báo rằng trừ khi các quốc gia vượt qua các lợi ích về lãnh thổ và tài nguyên ngắn hạn thì tình trạng của các đại dương sẽ tiếp tục xấu đi. Ông cũng đặt tên "sự phân chia nhân tạo" giữa công ăn việc làm và đại dương lành mạnh là một trong những thách thức chính và đòi hỏi sự lãnh đạo chính trị mạnh mẽ, quan hệ đối tác mới và các bước cụ thể.
Phó Tổng thư ký Liên hợp quốc Amina J Mohammed cảnh báo về những thiệt hại của việc xem xét các mối quan tâm về khí hậu đến lượt nó để đạt được "lợi ích quốc gia", tuyên bố rằng "một nghĩa vụ đạo đức đối với thế giới nơi chúng tai sinh tồn.
Ấn Độ, quốc gia gây ô nhiễm lớn trên thế giới, chỉ tham dự gián tiếp qua hai tổ chức phi chính phủ cho đến ngày 9 tháng 6 khi Bộ Ngoại giao MJ Akbar tuyên bố rằng cuộc khủng hoảng, môi trường sống, ô nhiễm và biến đổi khí hậu Ngày càng trở nên rõ ràng và thời gian để hành động sẽ "đã quá dài rồi".
Tổng thống Bolivia Evo Morales nói với hội nghị rằng, một trong những người gây ô nhiễm chính của thế giới, Hoa Kỳ bác bỏ khoa học, quay lưng lại với chủ nghĩa đa phương và cố gắng từ chối một tương lai cho các thế hệ sắp tới bởi chính phủ quốc gia của họ quyết định rời khỏi hiệp định Paris, Nó là mối đe dọa chính đối với Mẹ Trái Đất và chính cuộc sống " Albert II, Hoàng tử của Monaco gọi việc rút lui của Trump là "thảm khốc" và phản ứng từ các thị trưởng, thống đốc và nhiều người trong thế giới công ty là "tuyệt vời". Ngày 30 tháng 5, Phó Thủ tướng Thụy Điển Isabella Lövin tuyên bố rằng Hoa Kỳ đang chống lại các kế hoạch nêu bật sự thay đổi khí hậu đang làm gián đoạn cuộc sống ở các đại dương tại hội nghị, rằng Hoa Kỳ đã ảnh hưởng tiêu cực tới việc chuẩn bị và "sự suy giảm của các đại dương thật sự là một Mối đe dọa đối với toàn bộ hành tinh "với" sự cần thiết để bắt đầu làm việc cùng nhau ". Lovin cũng ghi nhận những khó khăn để tham gia vào Washington trong hội nghị, một phần bởi vì các bài viết quan trọng tại Cục Quản lý Đại dương và Khí quyển Quốc gia vẫn chưa được hoàn thành kể từ khi chính quyền của ông Obama kết thúc.
Tổng thư ký UNCTAD Mukhisa Kituyi tuyên bố rằng các khoản trợ cấp từ các chính phủ giàu có khuyến khích đánh bắt quá mức, khai thác quá mức và có thể góp phần vào đánh bắt bất hợp pháp và không được điều tiết, gây mất an ninh lương thực, thất nghiệp và đói nghèo cho người dân chủ yếu dựa vào cá làm nguồn nuôi dưỡng chính hoặc sinh kế của họ.

## Tác động và tiến bộ
Nhà sinh học biển Ayana Elizabeth Johnson lưu ý rằng công việc của LHQ không đơn thuần là không đủ và giải pháp cho cuộc khủng hoảng hiện tại về sức khoẻ của môi trường toàn cầu của chúng ta, sự lãnh đạo mạnh mẽ và cảm hứng ở mọi cấp độ - từ thị trưởng, đến các thống đốc, giám đốc điều hành, Nghệ sĩ và tổng thống là cần thiết.
Trong năm 2010, cộng đồng quốc tế đã đồng ý bảo vệ 10% lượng đại dương vào năm 2020 trong Công ước về Kế hoạch Chiến lược Đa dạng sinh học 2011-2020 và Mục tiêu phát triển Bền vững 14. Tuy nhiên, tính đến tháng 6 năm 2017 dưới 3% đại dương được bảo vệ dưới hình thức nào đó. [82] Các cam kết thực hiện trong hội nghị sẽ bổ sung thêm khoảng 4,4% các khu vực biển được bảo vệ, tăng tổng số bảo vệ lên khoảng 7,4% của đại dương.
Peter Thomson gọi hội nghị là một thành công, nói rằng ông "hài lòng với kết quả của nó", rằng hội nghị "tổ chức tại một thời điểm rất quan trọng" đã "biến thủy triều biển ô nhiễm". Ông nói rằng " Làm việc trên khắp thế giới để khôi phục mối quan hệ cân bằng và tôn trọng đại dương ".
Elizabeth Wilson, giám đốc bảo tồn quốc tế của Quỹ Tín thác Từ thiện cho rằng cuộc họp này "sẽ được theo sau bởi một loạt các cuộc họp khác mà chúng tôi hy vọng sẽ bị ảnh hưởng một cách tích cực".
Hội nghị tiếp theo được lên kế hoạch cho năm 2020. Bộ trưởng Bộ Hải quân Bồ Đào Nha, Ana Paula Vitorino tuyên bố rằng Lisbon muốn tổ chức sự kiện tiếp theo vào năm 2020. Bộ trưởng Ngoại giao Kenya Amina Mohamed cũng đã đề nghị cho Keyna tổ chức sự kiện tiếp theo.

## Văn hóa và xã hội
Sự kiện này trùng hợp với Ngày Đại dương Thế giới vào ngày 8 tháng 6 và bắt đầu với Ngày Môi trường thế giới vào ngày 5 tháng 6.
Ngày 4 tháng 6, Liên hoan Thế giới đã diễn ra tại đảo Governors Island của thành phố New York. Lễ hội được tổ chức bởi Thành phố New York, tổ chức bởi Tổ chức Brain toàn cầu và được tự do và công khai cho công chúng.
Trung Quốc tuyên bố một cuộc đua thuyền buồm quốc tế mới và nhân viên báo chí của câu lạc bộ Noahs Sailing Club, Rebecca Wang, tuyên bố rằng "thuyền buồm cho phép đánh giá tốt hơn về đại dương và môi trường tự nhiên." Nhiều người Trung Quốc giàu có nghĩ về du thuyền sang trọng khi họ nghĩ về thể thao hàng hải và chúng tôi Cố gắng nuôi dưỡng một nền văn hoá biển phù hợp hơn với môi trường ".
Người dùng phương tiện truyền thông xã hội trên toàn thế giới sử dụng thẻ bắt đầu # SaveOurOcean để thảo luận, thông tin và phương tiện liên quan đến hội nghị và các mục tiêu của nó. Chiến dịch # CleanSeas kêu gọi các chính phủ, ngành công nghiệp và người dân chấm dứt việc lạm dụng quá mức, lãng phí việc sử dụng một lần nhựa và loại bỏ các vi sinh vật trong mỹ phẩm với đơn yêu cầu của họ được ký bởi hơn 1 triệu người.